# Aglaja Orgeni

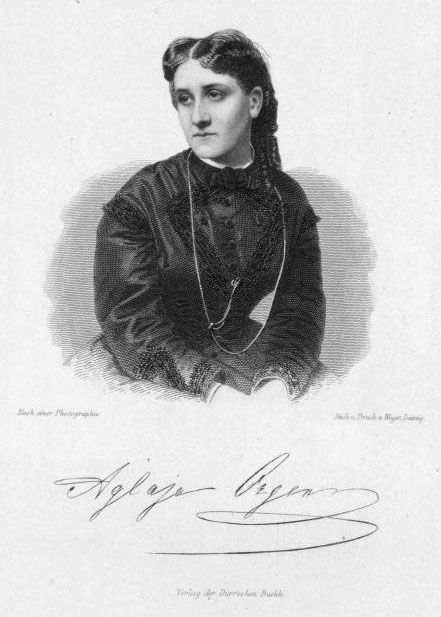
Aglaja Orgeni (ca. 1880)

Aglaja Orgeni (eigentlich Anna Maria Görger v. St. Jörgen; * 17. Dezember 1841 in Rimaszombat, Österreich-Ungarn; † 15. März 1926 in Wien) war eine ungarische Opernsängerin (Koloratursopran) und Gesangspädagogin.

## Leben
Aglaja Orgeni entstammte der Familie Görger v. St. Jörgen. Sie studierte in Baden-Baden bei Pauline Viardot und debütierte 1865 als Amina in Bellinis La sonnambula an der Berliner Hofoper. 1866 ging sie an die Londoner Covent Garden Opera und errang dort großen Erfolg als Lucia di Lammermoor und als Violetta in La traviata. 1873 bis 1878 war sie an der Münchner Hofoper engagiert.
Sie trat an allen großen Bühnen Europas auf und war eine der gefragtesten Koloratricen ihrer Zeit.
1886 bis 1914 war sie Gesangspädagogin (neben u. a. Felix Draeseke, Gustav Scharfe) am Dresdner Konservatorium, wo sie 1908 als erste Frau des Königlichen Konservatoriums den Titel „Professor“ erhielt. 1914 ging sie nach Wien, wo sie bis zu ihrem Tod Gesang unterrichtete.

## Schülerinnen (Auswahl)
- Hildegard Boerner (1870–nach 1935), deutsche Konzertsängerin und Gesangsmeisterin
- Maria Brüning (1869–nach 1905), deutsche Opernsängerin (Sopran)
- Gertrude Förstel (1880–1950), deutsche Opernsängerin (Sopran) und Gesangspädagogin
- Cally Monrad (1879–1950), norwegische Opernsängerin, Schauspielerin und Schriftstellerin
- Berta Morena (1877–1952), deutsche Kammersängerin und Hofopernsängerin
- Hanka Petzold (1862–1937), norwegisch-deutsche Sängerin, Pianistin und Musikpädagogin
- Margarethe Siems (1879–1952), deutsche Opernsängerin (Sopran) und Gesangspädagogin
- Edyth Walker (1870–1950), US-amerikanische Sängerin
- Erika Wedekind (1868–1944), deutsche Opernsängerin (Sopran)
- Sophie Wolf (1880–1938), deutsche Opernsängerin (Sopran)